# Alí Nakhjavani
‘Alí-Yulláh Nakhjavání, meglio noto come Alí Nakhjavani (Baku, 19 settembre 1919 – 11 ottobre 2019), è stato un religioso e insegnante azero naturalizzato lussemburghese.
Fu membro della Casa Universale di Giustizia, il supremo organo direttivo della fede bahai, la religione fondata da Bahaullah, per il periodo 1963-2003

## Biografia
Nacque da Ali-Akbar Nakhjavani e da Fatimih Khanum, entrambi Bahai
Dopo la morte del padre, nel 1921, 'Abdu'l-Bahá consigliò alla sua famiglia di trasferirsi a Haifa.
Nel 1939 ottenne il diploma di Bachelor of Arts dalla Università americana di Beirut e nei primi anni 40 ritornò in Iran, risiedendo prima a Tehran, quindi a Tabriz e successivamente a Shiraz.

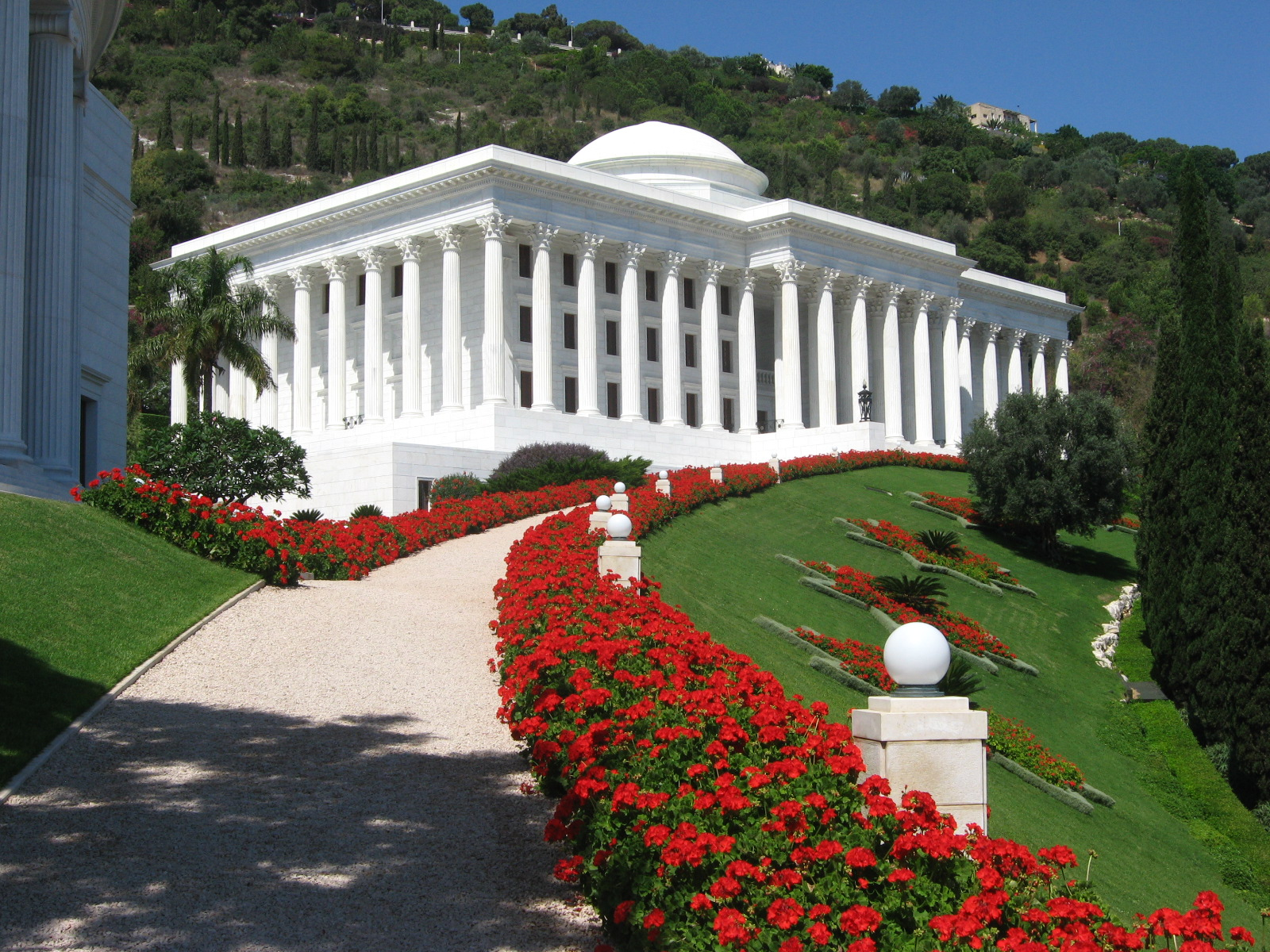
Casa Universale di Giustizia Bahai, Haifa

Nel 1950 fu eletto membro dell'Assemblea Spirituale Nazionale iraniana, l'organo di governo bahai del paese.

### In Africa
In 1951 Alí Nakhjavání e la sua famiglia si trasferirono in Uganda per aiutare la comunità locale a promuovervi lo sviluppo della religione bahai.
In Uganda Alí Nakhjavání lavorò come insegnante: è di quel periodo il suo incontro con Enoch Olinga, che si convertì alla fede bahai. Nel 1953 con la moglie, con Olinga e con due altri Bahai andò in Camerun per promuovervi la fede bahai
Dal 1954 al 1961 fu membro del Consiglio per lo sviluppo della fede in Africa e, dal 1956 al 1961, fu membro eletto dell'Assemblea Spirituale Nazionale per l'Africa centro-orientale, l'organo amministrativo bahai della regione.

### Nel Consiglio internazionale Bahai
Nel 1961 Nakhjavání fu eletto membro del Consiglio internazionale bahai, l'istituzione precorritrice della Casa Universale di Giustizia, il supremo organo di governo mondiale della religione bahai, e per questo si trasferì a Haifa.

### Nella Casa Universale di Giustizia
Nel 1963 fu eletto membro della Casa Universale di Giustizia nella sua prima inaugurazione e vi svolse la sua funzione fino al 2003.

### Vita personale
Alí Nakhjavání sposò Violette Banani, dalla loro unione nacquero due figli, Bahiyyih e Mehran.
Il 16 luglio 1999 Alí Nakhjavání e la moglie Violette Banani divennero naturalizzati cittadini del Granducato del Lussemburgo.
È scomparso nell'ottobre 2019, a 100 anni e un mese.

## Opere
Alí Nakhjavání pubblicò molti scritti su riviste bahai e tre libri:
- Alí Nakhjavání, Towards World Order, Baha'i Publications Australia, 2005, ISBN 1-876322-93-4.
- Alí Nakhjavání, Shoghi Effendi: Author of Teaching Plans, Casa Editrice Baha'i Italy, ISBN 88-7214-107-9.
- Alí Nakhjavání, Shoghi Effendi: The Range and Power of His Pen, Casa Editrice Baha'i Italy, ISBN 88-7214-112-5.